# Пуйю, Жан
Жан Пуйю фр. Jean Pouilloux (31 октября 1917, Ле-Вер, Дё-Севр, Франция — 23 мая 1996, Пимонтен, Рона, Франция) — французский археолог, специалист по эпохе эллинизма.

## Биография
Получил образование в Высшей нормальной школе улицы Ульм (École normale supérieure de la rue d’Ulm) в 1939—1944 годах. Затем прошёл докторантуру во Французской школе археологии в Афинах, после чего в 1949 году стал преподавателем на факультете искусств в Лионе. В 1957—1985 годах был профессором древнегреческого языка, литературы и эпиграфики в Лионском университете и в Университете Люмьер Лион 2.
Как специалист по археологии и греческой эпиграфике, работал в Дельфах, Rhamnus в Аттике, на островах Тасос и Кипр, где он основал и руководил археологической миссией.
В 1960-е годы внёс значительный вклад в перевод трудов известных еврейско-эллинских авторов первых веков н. э., среди которых были труды Филона Александрийского.
В 1959 году его стараниями в Лионском университете был основан факультет искусств — Институт Фернана Курби, названный в честь археолога, преподававшего в университете между двумя мировыми войнами. В 1960-е годы создал динамичную группу археологов, получившую официальное признание со стороны CNRS, а в 1964 году добился разрешения провести раскопки на Саламине (Кипр).
Кульминацией его деятельности стало основание в 1975 году института «Дом Востока и Средиземноморья» (en:Maison de l'Orient et de la Méditerranée), директором которого он прослужил до 1978 года.

## Избранная библиография
- Choix d’inscriptions grecques, 1st edition, 1960, University of Lyon Press, later edition by the Académie des inscriptions et belles-lettres «Epigraphica», 2003.
  - De agricultura, Philo of Alexandria, Translation, Cerf, coll. " Sources chrétiennes " : n° 9, 1961.[6]
  - De plantatione, Philo of Alexandria, Translation, Cerf, coll. " Sources chrétiennes ": n° 10, 1961.[7]
  - De vita Mosis, I—II, Philo of Alexandria, Translation, Cerf, coll. " Sources chrétiennes " : n° 22, 1967.[8]
  - De æternitate mundi, Philo of Alexandria, Translation, Cerf, coll. " Sources chrétiennes ": n° 30, 1969.[9]
- collaboration : Nouveau choix d’inscriptions grecques, 1st edition in 1971, University of Lyon Press, later edition by the Académie des inscriptions et belles-lettres " Epigraphica ", 2005.
- ΑΛΕΞΑΝΔΡΙΝΑ. Hellénisme, judaïsme et christianisme à Alexandrie, mélanges offerts au P. Claude Mondésert, Cerf, 1987.[10]
- Preface : La Collection " Sources chrétiennes ". Éditer les Pères de l'Église au XXe siècle, Cerf, 1995.